# 이시하라 리나
이시하라 리나(일본어: 石原 莉奈 いしはら りな[*], 1987년 8월 29일 ~ )는 일본의 여자 AV 배우다. 키는 156cm 몸무게는 44kg이다. 혈액형은 A형이다. 쓰리 사이즈는 B85-W56-H84에다가 E컵인데다 취미는 음악감상이다. 21살 2008년때 AV 배우로 시작을 한다.

## 상세
- NTR 및 강간 컨셉의 작품을 찍으며 당하는 연기가 일품이라는 평이 많다.
- 거기다가 하드웨어도 좋아 팬이 많은 편이고 그러나 매번 같은 컨셉으로만 찍어 질린다는 평도 만만치 않다. 하지만 그건 어태커즈가 NTR를 주로 만드는 곳이기 때문이다.

## 출연 작품
- 2008년 4월 21일 HODV-498을 시작으로 2018년 9월 1일 ATAD-136을 끝으로 은퇴했다.